# Mitteldeutsches Braunkohlen-Syndikat

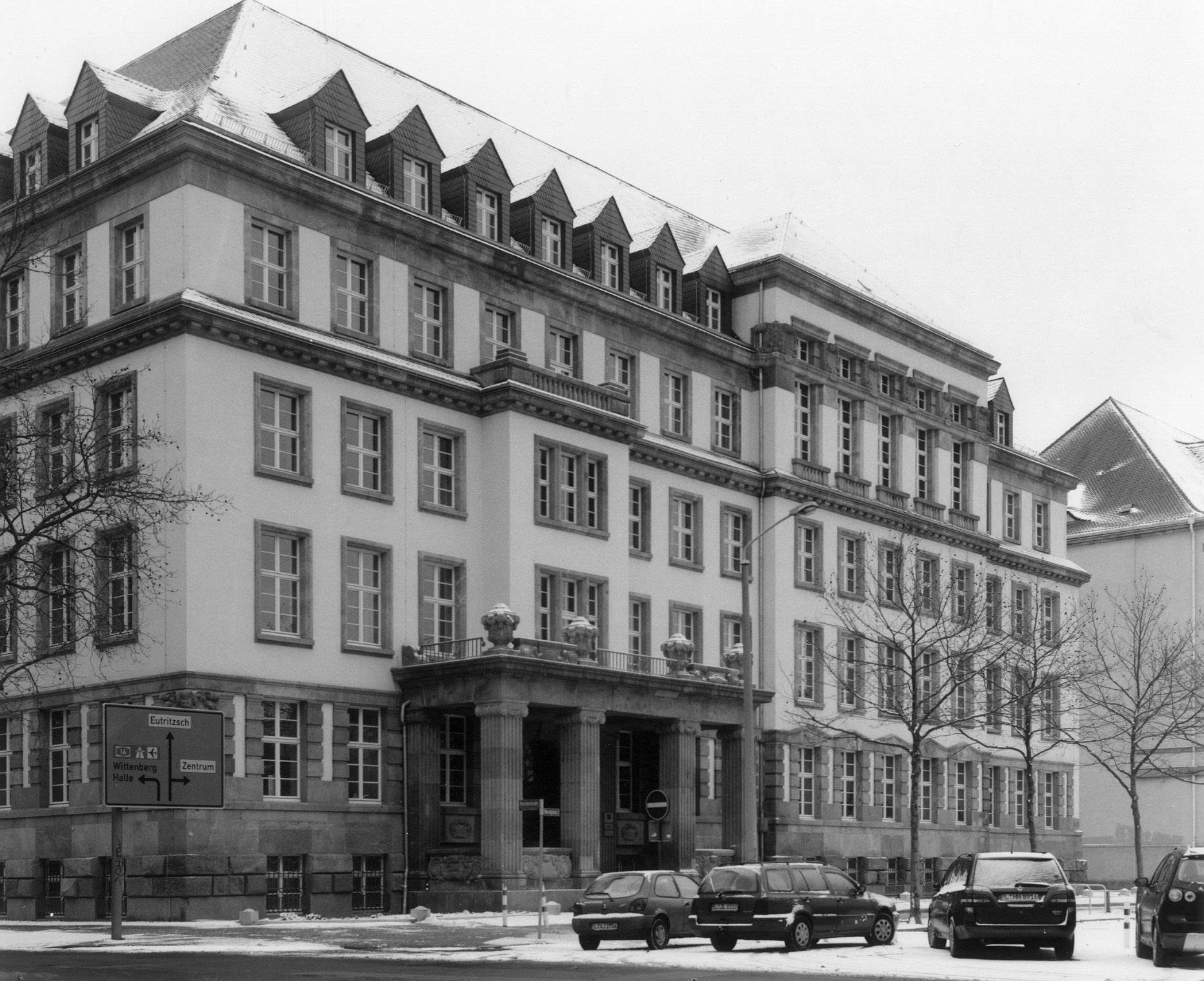
Ehemaliger Kartellsitz des Mitteldeutschen Braunkohlen-Syndikats am Nordplatz 11 in Leipzig

Das Mitteldeutsche Braunkohlen-Syndikat war ein Wirtschaftskartell mit Sitz in Leipzig. Als Vereinigung von Unternehmen der Montanindustrie im mitteldeutschen Braunkohlerevier sollte es die Förderung, den Eigenverbrauch und den Absatz seiner Mitglieder für Rohkohle, Briketts, Nasspresssteine und Koks regeln. Das Syndikat bestand von 1909 bis 1913 in Rechtsform einer Gesellschaft mit beschränkter Haftung und von 1919 bis 1942 zusätzlich als Körperschaft des öffentlichen Rechts.
Obwohl das Syndikat ab 1919 ein staatliches Zwangskartell war, wies es zeit seines Bestehens von allen deutschen Kohlesyndikaten die geringste Geschlossenheit und geringste innere Stabilität auf. Zu den bedeutendsten Mitgliedern zählten die böhmischen Kohlemagnaten Ignaz und Julius Petschek, die das Syndikat anfangs bekämpften, später als Wettbewerbsinstrument für sich nutzten.
Die Machtübernahme durch die Nationalsozialisten änderte grundsätzlich nichts an dem bestehenden Kartellsystem. Jedoch führte ab 1939 die Mobilisierung und Umstellung der deutschen Volkswirtschaft auf totale Kriegsproduktion zu einer Reorganisation des Wirtschaftslenkungsapparats, weshalb im Jahr 1942 die Liquidation des Syndikats eingeleitet wurde. Die endgültige Auflösung erfolgte auf Befehl der Sowjetischen Militäradministration in Deutschland am 20. Mai 1946.

## Allgemeines
Wirtschaftskartelle, darunter Kohlensyndikate, waren in Deutschland bis 1945 legal und genossen Rechtsschutz. Sie entwickelten sich seit dem späten 19. Jahrhundert in nahezu allen Branchen und vielen Ländern zu einer regulären Form der firmenübergreifenden Kooperation. Vor allem Unternehmen der Grundstoffindustrie schlossen sich nach den Erfahrungen der sogenannten Gründerkrise sowie der darauf folgenden Phasen wirtschaftlicher Instabilität zu diversen Kartellen zusammen. Diese Entwicklung wurde von der Reichsregierung durch eine kartellfreundliche Rechtsprechung sowie von den Banken stark unterstützt, welche die Bildung von Kartellen einer sonst fälligen Marktbereinigung durch Firmenzusammenbrüche favorisierten. Breite Gesellschaftskreise waren von der positiven Wirkung von Kartellen überzeugt. Dazu zählten auch Arbeitnehmer und Gewerkschaften, die geregelte Märkte und Produktion dem ungehemmten Wettbewerb vorzogen, da damit mehr Arbeitsplatzsicherheit und regelmäßige Einkünfte verbunden waren.
Die anschwellende Konzentrationsbewegung im mitteldeutschen Braunkohlengebiet mit ihren zunehmenden Aufschlüssen neuer und immer größerer Kohlenfelder hatte eine Produktionssteigerung zur Folge, mit der die Nachfrage nicht mehr Schritt halten konnte. Das Missverhältnis zwischen Angebot und Nachfrage führte zu Preisunterbietungen, durch welche Unternehmer gezwungen waren, mittels weiterer Erhöhung der Produktion einen Ausgleich für die infolge der fallenden Preise entgangenen Gewinne zu schaffen. Dazu erhielt die mitteldeutsche Braunkohle Konkurrenz britischer Steinkohle, vor allem aber böhmischer Braunkohle. Um in den deutschen Markt zu dringen, verkauften die ausländischen Händler ihre Kohle zu Dumpingpreisen.
Der vernichtende Wettbewerb drückte den Preis unter die Rohstoffgewinnungskosten, fügte zahlreichen Unternehmen schwere Verluste zu und führte zur Einschränkung oder völligen Stilllegung von Betrieben. Bergwerke, die auf schwacher finanzieller Grundlage und unter Inanspruchnahme hoher Kredite entstanden waren, brachen völlig zusammen. Ein Beispiel hierfür ist die Grube Elise II im Geiseltal, deren Aufschluss im Jahr 1902 und Stilllegung zwölf Monate später erfolgte. Mit den hohen Kapitalverlusten und Schwankungen ging ein Abgleiten der Löhne, ein extremes Hire and Fire und eine wachsende Arbeitslosigkeit einher. Zur Sicherung des Kapitalrisikos strebte daher eine steigende Zahl mitteldeutscher Bergwerksunternehmer Zusammenschlüsse und gemeinsame Vereinbarungen für eine gleichmäßige Preis- und Absatzgestaltung an.
Während bis zum Jahr 1919 für Montanunternehmen die Kartellbildung freiwillig erfolgte, trat nach Gründung der Weimarer Republik das Kohlenwirtschaftsgesetz in Kraft, welches die deutsche Kohlenwirtschaft unter die Oberaufsicht des Staates stellte und die Bildung von Zwangssyndikaten vorschrieb. Unternehmenskartelle galten nicht als schädlich, sondern wurden von vielen Zeitgenossen als modernes und positives Wirtschaftsinstrument angesehen. Anders als heute, ging die Lehrmeinung davon aus, dass mit Kartellbildungen die Entstehung von Monopolen verhindert werden könne. Speziell für den mitteldeutschen Braunkohlenbergbau hielten Wirtschaftswissenschaftler Ende der 1920er Jahre fest, dass ohne das Syndikat ein ruinöser Preiskampf entstehe, bei dem nicht nur die wenigen noch vorhandenen kleinen Unternehmen untergehen würden, sondern auch viele größere Aktiengesellschaften.
Führende Volkswirte waren davon überzeugt, dass ein ruinöser Wettbewerb zu schweren gesamtwirtschaftlichen Schäden führt. Die Erfahrungen hatten gezeigt, dass selbst große Unternehmen unter Verwendung aller verfügbaren finanziellen Ressourcen die Preise weit unter Selbstkosten herabsetzten, um bei Absatzkämpfen mithalten zu können. Deshalb sollten durch die Bildung von Kartellen eine Stabilität der Preise und die Existenzsicherung einer Vielzahl kleiner und großer Marktteilnehmer erreicht werden. Darüber hinaus sollte die Zwangskartellierung während der Weimarer Zeit eine Zunahme der nach dem Ersten Weltkrieg in Deutschland bestehenden Kapitalarmut sowie einen Ausverkauf deutscher Unternehmen und den Abfluss von Gewinnen ins Ausland verhindern.

## Vereinigungsbestreben
Die ersten Braunkohlenverbände in Mitteldeutschland erstreckten sich ausschließlich auf bestimmte Teilgebiete:
- Im Norden des Gebiets entstanden 1892 die Magdeburger Generalkonvention und die Helmstedt-Oscherslebener Konvention. Vier Jahre später wurde der Rohkohleabsatz im Helmstedt-Magdeburger Revier einer gemeinsamen Verkaufsstelle vereinigter Braunkohlenwerke in Magdeburg übertragen, die aufgrund ihres losen Aufbaus nur von kurzer Dauer war. Im Jahr 1900 erfolgte die Gründung des Braunkohlensyndikats zu Helmstedt und im Jahr 1902 die Gründung des Magdeburger Braunkohlensyndikats.

- Im Süden des mitteldeutschen Gebietes, in dem zahlreiche Gruben dicht beieinander lagen und die dem Wettbewerb der böhmischen Händler am meisten ausgesetzt waren (Versorgungskampf um die Industriebetriebe und Privathaushalte der Städte Leipzig und Dresden), erfolgte im Jahr 1890 von 21 Bergwerksunternehmen die Gründung des Vereins Sächsisch-Thüringischer Braunkohlenwerke. Die Vereinigung verlegte im Sommer 1904 ihren Sitz nach Halle bei gleichzeitiger Umbenennung in Preisvereinigung mitteldeutscher Braunkohlenwerke.

- Die Gruben im Bornaer Revier und Meuselwitz-Altenburger Revier schlossen sich ebenfalls im Jahr 1904 zu einem Kartell, dem Verkaufsverein der sächsischen Braunkohlenwerke mit Sitz in Leipzig, zusammen und traten noch im selben Jahr als eine in sich geschlossene Gruppe der Preisvereinigung mitteldeutscher Braunkohlenwerke in Halle bei.

- Dieser Preisvereinigung schloss sich schließlich noch der im Jahr 1907 im Zeitz-Weißenfelser Revier mit Sitz in Halle entstandene Verkaufsverein Thüringischer Braunkohlenwerke an, der seine Ursprünge in dem 1884 gegründeten Weißenfels-Zeitzer Bergwerksverein hatte.

- Im Westen Mitteldeutschlands war im Jahr 1905 der Zusammenschluss von sieben Bergwerken zum Verkaufsverein der hessischen Braunkohlenwerke mit Sitz in Kassel erfolgt, das in loser Verbindung zum Rheinisch-Westfälischen Kohlen-Syndikat stand.

- Im Osten des Gebiets, dem Bitterfelder Revier, bestand seit 1909 ein eigenes Kartell mit dem Namen Verkaufsverein Bitterfelder Braunkohlenwerke. Diese Vereinigung erwies sich bis zum Jahr 1919 als äußerst stabil und erfolgreich, weil ausnahmslos alle Bergwerksunternehmen im Raum Bitterfeld dem Kartell beitraten, die eine maßvolle Preispolitik verfolgten.[5]

Während der Depression der Jahre 1906 und 1908 wurde mehrmals versucht, die unterschiedlichen Kartelle im mitteldeutschen Braunkohlerevier zu einem stabilen Syndikat zusammenzufassen. Als Vorbild diente das Rheinisch-Westfälische Kohlen-Syndikat, welches als ein Muster der Organisationkunst und über Jahrzehnte hinweg aufgrund der ausgewogenen Machtbalance zwischen Anteilseignern, Management, Arbeitnehmern, Gewerkschaften und Arbeitgebern weltweit als ein „Idealkartell“ galt.
Als ungünstige Faktoren für die Bildung eines gemeinsamen Kartells in Mitteldeutschland erwiesen sich die Ausdehnung des Gebiets und die regionale Aufsplitterung des Bergbaus. Das mitteldeutsche Braunkohlerevier war kein engbegrenztes, wie das rheinische oder ostelbische Braunkohlerevier, sondern verfiel in zahlreiche teilweise weit voneinander entfernte Einzelreviere. Die nördlichsten Gruben lagen in der Umgebung von Helmstedt. Sie gehörten dem Helmstedt-Magdeburger Revier an, das sich bis zum Nordrand des Harzes erstreckte. Östlich bildete die Elbe von Magdeburg beginnend bis nach Dresden die Grenze, und südlich gehörte ganz Ostthüringen zum mitteldeutschen Revier. Dazu kamen die rund 300 Kilometer von den Kernrevieren entfernten Bergwerke in der Umgebung von Kassel.
Erschwerend für die Kartellbildung im mitteldeutschen Bergbau wirkte zudem ein unterschiedliches Bergrecht, da das Gebiet in mehreren Gliedstaaten lag. Dazu zählten das Königreich Sachsen, die preußischen Provinzen Sachsen und Hessen-Nassau sowie die Herzogtümer Anhalt, Braunschweig und Sachsen-Altenburg. Beispielsweise galt in den Revieren Meuselwitz-Altenburg und Zeitz-Weißenfels bis zum Jahr 1918 noch die kursächsische Bergordnung, wonach der Eigentümer eines Flurstückes automatisch die Nutzungsrechte für die darunter liegenden Bodenschätze besaß. Im restlichen Preußen waren die Bodenschätze Eigentum des Staates.
In den Gebieten der kursächsischen Bergordnung entstand eine sehr große Anzahl einzelner Bergwerke. Faktisch besaß hier jeder Bauer oder Handwerker mit Landbesitz Schürffreiheit, wodurch sich viele dem aufstrebenden Braunkohle-Industriezweig zuwandten. Auch zahlreiche Unternehmer von Zuckerfabriken oder Ziegeleien erwarben in diesen Regionen Land und eröffneten eigene Gruben. Hierin liegt die Ursache der starken Konkurrenz in den mitteldeutschen Revieren sowie die Ursache der fehlenden finanzstarken Montanunternehmen. Erst nach 1910 erfolgten Konsolidationen, bei denen wenige kapitalkräftige Gesellschaften übrig blieben.

## Syndikat von 1909
Am 23. Dezember 1909 erfolgte die Gründung des Mitteldeutschen Braunkohlen-Syndikats als GmbH mit Sitz in Leipzig. Der Zusammenschluss war maßgeblich auf die Initiative und Geschlossenheit der Bergwerksunternehmen aus den Revieren Zeitz-Weißenfels, Meuselwitz-Altenburg und Borna zurückzuführen. In den Vorstand wurden gewählt:
- Bergrat Otto Fabian (Vorsitzender), in seiner damaligen Funktion als Generaldirektor der Zeitzer Paraffin- und Solarölfabrik AG
- Kommerzienrat Otto Solf, Besitzer der Bruderzeche Solf AG in Kriebitzsch
- Johannes August Max (Hans) Ziervogel, Generaldirektor der Bleichert’schen Kohlenwerke AG in Neukirchen-Wyhra
- Bergmeister Ludwig Hoffmann, Generaldirektor der A. Riebeck’sche Montanwerke AG[10]

Das Syndikat kartellierte für seine Mitglieder die Absatzgebiete, die Förderung (Quoten), die Preise und den Verkauf von Rohkohle, Briketts, Nasspresssteinen und Koks. Im Rahmen ihrer Mitgliedschaft konnten die beteiligten Unternehmen einzelne Elemente ausschließen, beispielsweise den Vertrieb ihrer eigenen Produkte. Von wenigen Ausnahmen abgesehen, schlossen sich der Vereinigung nach dem 1. April 1910 alle mitteldeutschen Bergwerke in Sachsen, der preußischen Provinz Sachsen und des Herzogtums Sachsen-Altenburg an. Die Gruben aus dem Revier Kassel traten dem Kartell aufgrund der Entfernung nicht bei, die der Reviere Bitterfeld und Helmstedt-Magdeburg ab 1911 nur dem Verkauf.
Trotz des erheblichen Machtzuwachses war auch der erste gemeinsame Zusammenschluss mitteldeutscher Braunkohleunternehmer nur von kurzer Dauer. Zwar gelang es, den Anteil der böhmischen Kohle von 25,48 % (1890) auf 7,42 % (1913) zu verringern, jedoch ergriffen die böhmischen Händler Gegenmaßnahmen. Der ausländischen Konkurrenz drohte durch das Syndikat nicht nur der Ausfall eines großen Teils ihrer Verkaufserträge, sondern der Verlust des gesamten deutschen Absatzmarktes. Um das zu verhindern, erwarben die böhmischen Kohlenhändler eigene Bergwerke im mitteldeutschen Revier. Als Erster sicherte sich der Duxer Kohleverein Ende 1909 Braunkohlefelder im Bornaer Revier. Diesem folgte der Aussiger Industrielle Jacob Weinmann, der die Beunaer Kohlenwerke bei Merseburg, die Witznitzer Kohlenwerke bei Borna sowie mehrere Kohlenfelder im Halleschen Revier bei Lochau kaufte. Diese Unternehmer lehnten eine Teilnahme an dem gebildeten Kartell ab und vertrieben ab Dezember 1909 je nach Bedarf deutsche oder böhmische Kohle zwischen 20 und 25 % billiger als die im Mitteldeutschen Braunkohlen-Syndikat verbundenen Unternehmen.
Anders gingen Ignaz Petschek (Aussig) und Julius Petschek (Prag) vor. Sie sprengten das Kartell von innen heraus, indem sie selbst keine Kohlewerke kauften oder bauten, sondern Aktienmehrheiten oder qualifizierte Minderheiten von deutschen Braunkohlengesellschaften erwarben. Damit wurden sie stimmberechtigte Syndikatsmitglieder und beanspruchten für die Gesellschaften, an denen sie beteiligt waren, höhere Förderquoten sowie eine Herabsetzung der Preise. Schon im Jahr 1912 brachten die stark zerstrittenen Brüder auf diesem Wege 27,8 % der deutschen Braunkohlenindustrie unter ihre Kontrolle. In der Folge begann ein Preiskampf, der viele Bergwerksunternehmen in den Ruin trieb.
Selbst große Aktiengesellschaften, wie die Zeitzer Paraffin- und Solarölfabrik AG, die Naumburger Braunkohlen AG, die Waldauer Braunkohlen-Industrie AG oder die Sächsisch-Thüringische AG, gerieten durch Dumpingpreise in finanzielle Schieflage und mussten innerhalb kurzer Zeit mit anderen Unternehmen fusionieren. Diese bis dahin beispiellose Konzentrationsbewegung in der mitteldeutschen Braunkohlenindustrie führte ab Mitte 1912 zum Zerfall des Kartells. Die offizielle Auflösung erfolgte am 31. März 1913. In der Folgezeit bildeten sich wieder mehrere kleine Kartelle, die allerdings unverändert in starker Konkurrenz zu Außenseitern, aber auch untereinander standen.

## Kriegswirtschaft (1914–1918)
Bei Ausbruch des Ersten Weltkriegs bestanden in Mitteldeutschland mehrere Kartelle von rein lokaler Bedeutung. Zu nennen sind unter anderem die Meuselwitzer Brikettverkaufsgesellschaft mbH mit Sitz in Leipzig, die Bitterfelder Verkaufsvereinigung zu Bitterfeld oder die Helmstedter Braunkohlenbrikett GmbH, die sich im Jahr 1918 mit dem Magdeburger Braunkohlen-Syndikat zum Magdeburger Braunkohlen-Brikett-Syndikat vereinte. Mehrere Versuche, wie im Rheinland ein für alle Unternehmer umfassendes Gesamtsyndikat in Mitteldeutschland zu schaffen, blieben erfolglos. Sie scheiterten einerseits an den der Verschiedenheit der Lagerstätten und der gegensätzlichen Abbauverhältnisse, anderseits an der Tatsache, dass infolge der wachsenden Kohlenknappheit die Unternehmen während des Krieges jeder Absatzsorgen enthoben waren.
Der Wegfall der englischen Steinkohleimporte nach Kriegsausbruch sowie der durch Einberufungen zunehmende Mangel an Bergarbeitern führten bei steigender Nachfrage zu einem sinkenden Kohleangebot und schnellen Preissteigerungen. Vor dem Hintergrund wachsender Proteste der Bevölkerung, erließ der damalige Bundesrat am 12. Juli 1915 eine Verordnung, die eine staatliche Rohstoffverwaltung sowie die Möglichkeit einer einheitlichen Preisbestimmung für Stein- und Braunkohle vorsah. Um dies zu verhindern, schloss sich die Mehrzahl der mitteldeutschen Braunkohleunternehmen sofort nach Verabschiedung des Gesetzes zu einem Kartell unter dem Namen Preisverband Mitteldeutscher Braunkohlenwerke zusammen. Faktisch bestand dieses Syndikat jedoch nur auf dem Papier, da sich allen voran die großen Braunkohlegesellschaften der Preisbindung widersetzten.
Die ungeregelten und ständig sich erhöhenden Kohlepreise führten während des Ersten Weltkriegs zu einer Versorgungskrise, verbunden mit Unruhen und Forderungen breiter Bevölkerungsschichten nach einer Verstaatlichung der Kohleindustrie. Neben privaten Haushalten litten Handwerker und Händler besonders unter der Kohlennot, da Kleinbetriebe meist als „nicht kriegswichtig“ eingestuft waren und kaum Rohstoffe erhielten. In der Presse gerieten wegen Preiserhöhungen besonders die Gebrüder Petschek in Kritik. Durch feindliche Übernahmen war es ihnen innerhalb kurzer Zeit gelungen, in einzelnen Revieren eine Monopolstellung zu erlangen. Selbst die wirtschaftsliberale Frankfurter Zeitung mahnte die Petscheks, dass „der Mensch nicht nur mit höheren Zwecken wächst, vielmehr wachse der Mensch auch mit höheren Pflichten“. Nachweislich erhöhten verschiedene ausländische Unternehmer die Preise für Kohle und Briketts, da sie als Ausländer die Vorgaben der Kriegsrohstoffabteilung unterlaufen konnten.
Bis zum Jahr 1915 brachten Ignaz und Julius Petschek im mitteldeutschen Revier 37,77 % und im ostelbischen Revier 43,49 % der Briketterzeugung unter ihre Kontrolle. Damit bestand real die Gefahr einer Monopolisierung. In Sachsen trug das Vorgehen der Petscheks wesentlich zum Erlass des sogenannten Sperrgesetzes vom 21. Oktober 1916 bei. Darin wurde zunächst befristet der Verkauf von Bergwerken sowie die Erschließung neuer und Erweiterung bestehender Kohlenfelder untersagt. Am 14. Juni 1918 führte Sachsen das Bergregal ein, womit alle Kohlefelder, die sich noch nicht im Privatbesitz befanden, Landeseigentum wurden. In der Folge verkauften die Gebrüder Petschek große Teile ihrer Beteiligungen an Bergwerken in Sachsen und verlegten ihren Schwerpunkt im mitteldeutschen Revier in die preußischen Provinzen und nach Ostthüringen.
Einen Schritt weiter ging die Regierung von Anhalt mit dem am 4. April 1917 in Kraft getretenen Anhaltischen Berggesetz. Dieser Erlass räumte dem Land Anhalt das alleinige Recht zur Aufsuchung und Gewinnung von Braunkohle ungeachtet bereits erworbener Berechtigungen nebst einem Vorkaufsrecht an Kohlenwerken sowie die Enteignung im Fall spekulativer Preistreiberei ein. Die Gesetzesvorlage hielt dazu unter anderem fest: „Böhmische Großkohlenhändler versuchen, in planmäßigem Vorgehen einen maßgebenden Einfluss auf die mitteldeutsche Braunkohlenindustrie zu gewinnen, mit dem Ziel, die ihr unliebsame Konkurrenz zu beherrschen. Damit droht, auf diese Weise die rechtlich bestehende Bergbaufreiheit durch ein Privatmonopol zu beseitigen“.
Preußen und die Reichsregierung hielten sich mit Sanktionen aufgrund bestehender deutscher Investitionen in Böhmen zurück. Da sich jedoch mit Ausbruch des Ersten Weltkriegs die Bedeutung von Braunkohle für die mitteldeutsche Rüstungsindustrie enorm erhöht hatte, beteiligte sich das Deutsche Reich fortan selbst an mehreren Bergbaugesellschaften. Dazu zählte die EWAG, die seit 1915 im Auftrag des Reichsregierung das Großkraftwerk Zschornewitz betrieb, um die Reichsstickstoffwerke Piesteritz und andere Industriebetriebe mit Strom zu versorgen. Die reichseigene EWAG wuchs in der Folgezeit zu einem der bedeutendsten Energieversorger Deutschlands und erwarb zahlreiche Gruben vor allem im mitteldeutschen Braunkohlerevier.
Um allgemein die Versorgung zu verbessern, wurde im Februar 1917 ein Reichskohlenkommissariat gegründet, wodurch sich jedoch das bürokratische Chaos noch verschlimmerte. Der Schleichhandel nahm gewaltige Ausmaße an und hebelte die staatlichen Kontrollen aus. Letztlich führten die Versorgungsengpässe noch während des Kriegs zu konkreten Plänen einer völligen Neuorganisation der Energiewirtschaft.

## Staatliches Zwangssyndikat
Nach der Novemberrevolution versuchten die sozialistischen Parteien einen ihrer wichtigsten Programmpunkte zu verwirklichen: die Verstaatlichung der Produktionsmittel. An erster Stelle stand die Enteignung von Energieunternehmen und deren Überführung in Gemeineigentum. Obwohl diese Forderungen im Artikel 156 der Weimarer Verfassung und im Sozialisierungsgesetz vom 23. März 1919 gesetzlich verankert wurden, konnte sich die Nationalversammlung über die praktische Durchführung nicht einigen. Speziell für die Kohlewirtschaft trat lediglich am 21. August 1919 das zeitgleich mit dem Sozialisierungsgesetz verabschiedete Kohlenwirtschaftsgesetz in Kraft.
Dieses Gesetz stellte zwar die deutsche Kohlenwirtschaft unter die Oberaufsicht des Staates, jedoch blieben die Unternehmen im Privatbesitz. Anstelle einer Verstaatlichung erfolgte eine Zwangssyndizierung. Die Kohlenerzeuger wirtschaftlich zusammengehörender Gebiete wurden verpflichtet, sich in Syndikaten zu vereinen. Zum 1. Oktober 1919 entstanden hierfür drei halbstaatliche Körperschaften des öffentlichen Rechts: das Mitteldeutsche Braunkohlen-Syndikat mit Sitz in Leipzig, das Rheinische Braunkohlen-Syndikat mit Sitz in Köln und das Ostelbische Braunkohlen-Syndikat mit Sitz in Berlin.
Die Kartelle waren dem Reichskohlenrat unterstellt, der die Preise, Preisnachlässe, Lieferbedingungen, die regionale Aufteilung der Absatzmärkte, Löhne und sonstige Arbeitsbedingungen zentral vorgab. Zu den Aufgaben der Syndikate zählten: die
- Überwachung der Durchführung der Richtlinien, Anordnungen und Entscheidungen des Reichskohlenrats und Reichskohlenverbandes
- Regulierung  der Fördermengen der Mitgliedsunternehmen, des Selbstverbrauchs und des Absatzes der Brennstoffe im Rahmen der gegebenen Vorschriften
- Gründung von zentralen Verkaufsstellen, denen die gesamten Erzeugnisse der Mitgliedsunternehmen zum zentralen Vertrieb zur Verfügung gestellt werden sollten.[31]

Im Ergebnis der staatlichen Eingriffe erhielt die Organisation des Braunkohlenbergbaus im gesamten Reich eine neue Struktur. Anstelle der Gliedstaaten des Deutschen Kaiserreiches traten nach Gründung der Weimarer Republik die amtlich so bezeichneten Freistaaten. Das mitteldeutsche Braunkohlenrevier umfasste alle westlich der Elbe gelegenen Bergbaugebiete im Freistaat Sachsen, Land Thüringen, Freistaat Anhalt (einschließlich Landkreis Zerbst), Freistaat Braunschweig sowie im Freistaat Preußen die Provinz Sachsen, Provinz Hannover und den Regierungsbezirk Kassel. Aus Haftungsgründen hatte die Gründung des Kartells in Form einer Doppelgesellschaft zu erfolgen. So waren die Bergwerksbesitzer einerseits in der Mitteldeutschen Braunkohlen-Syndikat GmbH zusammengeschlossen und bildeten anderseits mit dieser GmbH eine Körperschaft des öffentlichen Rechts.
Im mitteldeutschen Braunkohlengebiet erfolgte die Bildung von neun Syndikatsrevieren:
- Magdeburg-Helmstedt mit dem Helmstedter Braunkohlerevier, Bergamt Braunschweig
- Halle/Saale mit dem Halleschen Revier, Bergamt Halle/Saale
- Bitterfeld-Dessau mit dem Bitterfelder Revier, Bergamt Halle/Saale
- Oberröblingen mit dem Oberröblinger Braunkohlenrevier, Bergamt Eisleben
- Merseburg mit dem Grubengebiet Geiseltal, Bergamt Naumburg (Saale)
- Borna mit dem Nordwestsächsischen Revier, Bergamt Leipzig
- Meuselwitz-Rositz mit dem Meuselwitz-Altenburger Braunkohlerevier, Bergamt Altenburg
- Luckenau mit dem Zeitz-Weißenfelser Braunkohlerevier, Bergamt Zeitz
- Kassel mit dem Kasseler Braunkohlerevier, Bergamt Kassel[33][34][35]

Die Kontrolle und die Verwaltung der einzelnen, geographisch fest bestimmten Bergreviere erfolgte durch die Bergämter. Diese bestanden in Mitteldeutschland teilweise bereits seit dem 16. Jahrhundert. Strukturell blieben die Bergämter und deren Reviere bis zum Jahr 1946 im Wesentlichen unverändert, wobei im Jahr 1930 an die Stelle des Nordwestsächsischen Reviers das Bornaer Revier (Bergamt Borna in Borna) trat, weil nur noch in dieser Region im Nordwesten von Sachsen Braunkohle abgebaut wurde. Zu den größten Montanunternehmen im mitteldeutschen Braunkohlerevier zählten unter anderem: die
- A. Riebeck’schen Montanwerke AG, die nach der Übernahme vieler großer Montanunternehmen in den Teilrevieren Zeitz-Weißenfels, Bitterfeld, Halle-Röblingen und im Geiseltal erhebliche Förderkapazitäten für die Briketterzeugung, Verstromung sowie für die chemische Veredelung besaß.
- Werschen-Weißenfelser Braunkohlen AG, die vor allem in den Teilrevieren Zeitz-Weißenfels, Geiseltal, Halle-Röblingen produzierte und deren Aktienmehrheit sich ab 1916 im Besitz von Julius Petschek befand.
- Anhaltische Kohlenwerke AG (AKW) mit Produktionsanlagen in den Revieren Halle-Röblingen, Borna, Zeitz-Weißenfels, Meuselwitz-Altenburg, deren Aktienmehrheit ab dem Jahr 1918 ebenfalls Julius Petschek erwarb.
- Deutsche Erdöl-AG (DEA), die über erhebliche Förderkapazitäten in den Teilrevieren Geiseltal, Meuselwitz-Altenburg, Halle-Röblingen und Borna verfügte und sich stark im Bereich der chemischen Braunkohlenveredelung engagierte.
- Niederlausitzer Kohlenwerke AG, deren Aktienmehrheit sich im Besitz von Ignaz Petschek befand und die überwiegend im ostelbischen Braunkohlerevier, aber auch in den mitteldeutschen Teilrevieren Meuselwitz-Altenburg sowie Borna über große Produktionskapazitäten verfügte.
- Elektrowerke AG (EWAG), die als reichseigenes Unternehmen ab dem Jahr 1915 Großkraftwerke mit eigenen Tagebauen vor allem im Bitterfelder Revier betrieb.
- Braunschweigische Kohlen-Bergwerke AG (BKW), die sich nach vielfältigen Fusions- und Übernahmeprozessen im Helmstedter Revier sowie im Raum Oschersleben-Egeln-Nachterstedt konzentrierte.

Weitere nicht unbedeutende Unternehmen, die Anteile oder eigene Bergwerke im mitteldeutschen Braunkohlerevier besaßen, waren: die Michelwerke, Allgemeine Elektrizitätsgesellschaft (AEG), Mansfeld AG, Braunkohlen- und Brikett-Industrie AG (Bubiag), Solvay AG, Didier-Werke AG und Salzdetfurth AG.

## Syndikatsverträge
Auch nach der Zwangssyndizierung entwickelte sich die Kohlenwirtschaft im mitteldeutschen Raum nicht einheitlich und blieb in ihrer Bedeutung hinter der rheinischen zurück. Die Syndikatsverträge der mitteldeutschen Braunkohleunternehmen hielten oft nur zwei Jahre, Neuverhandlungen über Quoten zogen sich nicht selten über Wochen hin, Einigung wurde meist erst durch Eingriffe des Reichswirtschaftsministeriums erzielt. Vor diesem Hintergrund entstanden formal fünf Zwangsgesellschaften, die vertragsrechtlich zu unterscheiden sind:
- Mitteldeutsches Braunkohlen-Syndikat 1919 GmbH zu Leipzig
- Mitteldeutsches Braunkohlen-Syndikat 1925 GmbH zu Leipzig
- Mitteldeutsches Braunkohlen-Syndikat 1927 GmbH zu Leipzig
- Mitteldeutsches Braunkohlen-Syndikat 1932 GmbH zu Leipzig
- Mitteldeutsches Braunkohlen-Syndikat 1937 GmbH zu Leipzig

Das jeweils vorhergehende Syndikat bestand über teilweise sehr lange Zeiträume als GmbH in Liquidation weiter. Daraus ergab sich beispielsweise, dass im Jahr 1945 das „Mitteldeutsche Braunkohlen-Syndikat 1932 in Liquidation“ sowie das „Mitteldeutsche Braunkohlen-Syndikat 1937 GmbH“ noch existierte. Dabei blieben die Mitglieder des Syndikats bis auf wenige Ausnahmen immer die gleichen. Zu den Organen der GmbH zählten ein Geschäftsführer (Direktor), ein 33 Mitglieder umfassender Aufsichtsrat sowie die Gesellschafterversammlung. Diese setzten sich aus dem Geschäftsführer der GmbH, dem Aufsichtsrat der GmbH, der Versammlung der Werksbesitzer und den Ausschüssen zusammen. Die Versammlung der Werksbesitzer war das bedeutendste Organ, denn sie konnte ständige und nichtständige Ausschüsse mit besonderen Rechten berufen. Direktor des Mitteldeutschen Braunkohlen-Syndikats war von 1920 bis 1928 Hermann Garbe.
Schon der erste Syndikatsvertrag kam in Mitteldeutschland nicht wie vom Gesetzgeber vorgegeben zum 1. Oktober 1919, sondern aufgrund eines Quotenstreits erst zum 1. April 1920 zustande. Der Vertrag endete am 31. März 1925. Da die Mitglieder sich nicht über die Fortsetzung einigen konnten, drohte das Reichswirtschaftsministerium im Verordnungswege die Syndikatsbildung zu erzwingen. Erst am 5. Mai 1925 kam ein Neuvertrag zustande, der jedoch bereits nach zwei Jahren scheiterte. Dem folgte das Mitteldeutsche Braunkohlen-Syndikat von 1927, das ebenfalls zwei Jahre später vor seiner Auflösung stand, jedoch mittels staatlicher Eingriffe im Jahr 1929 auf fünf Jahre zwangsverlängert wurde.
Allerdings hielt auch dieser Syndikatsvertrag nur zwei Jahre: Aufgrund von Preis- und Lohnunterbietungen löste das Reichswirtschaftsministerium am 31. Dezember 1931 das Kartell mit Wirkung zum 20. Januar 1932 auf. Ein neuer Vertrag kam erst Ende Februar 1932 zustande, der bis Februar 1937 hielt. Obwohl der dann zum 31. März 1937 neu geschaffene Vertrag den mitteldeutschen Braunkohleunternehmen per Zwangsverordnung eine straffere Kartellierung vorschrieb, wies das Mitteldeutsche Braunkohlen-Syndikat im Vergleich zu dem ostelbischen, vor allem aber rheinischen Syndikat zeit seines Bestehens die geringste Geschlossenheit und Schlagkraft sowie die geringste innere Stabilität auf.

## Marktakteure
Das mitteldeutsche Revier lieferte vor dem Zweiten Weltkrieg ungefähr zwei Fünftel, das ostelbische und das rheinische je etwa ein Viertel aller deutschen Braunkohlen. Der größte Verbraucher der mitteldeutschen Braunkohle war die chemische Industrie, gefolgt von Elektrizitätswerken, Kaliwerken und Zuckerfabriken. Vor dem Krieg lag der Absatz der geforderten Rohkohle für die Industrie bei 61 % und für Hausbrand bei 39 %.
Dem ersten Syndikatsvertrag in Mitteldeutschland von 1919/1920 gehörten 94 Gesellschaften an. Die Mitglieder besaßen unterschiedliche Stimmrechte, das sich nach ihren Beteiligungen an der GmbH richtete. Die Beteiligungen entsprachen der für den Verkauf festgelegten Menge an Produkten (Rohkohle, Briketts, Koks etc.). Folglich besaßen die Bergwerksunternehmer mit der größten Fördermenge ein höheres Stimmrecht, womit ein permanenter Quotenstreit über Förder- und Verkaufsmengen verbunden war. Die zehn größten Unternehmen in den mitteldeutschen Syndikatsrevieren während der Weimarer Zeit waren:
| Gesellschafter                                                            | Rohkohle/Tonnen Verkaufsbeteiligung | Rohkohle/Tonnen Eigenverbrauch (z. B. für eigene Kraftwerke) | Briketts/Tonnen Verkaufsbeteiligung | Briketts/Tonnen Eigenverbrauch |
| ------------------------------------------------------------------------- | ----------------------------------- | ------------------------------------------------------------ | ----------------------------------- | ------------------------------ |
| Deutsche Erdöl AG (DEA)                                                   | 827.000                             | 201.000                                                      | 2.145.000                           | 3000                           |
| A. Riebeck’sche Montanwerke AG (ab 1925 Tochterunternehmen der IG Farben) | 2.739.000                           | 6.266.000                                                    | 2.202.000                           | 48.000                         |
| Allgemeine Elektricitäts-Gesellschaft (AEG)                               | 730.000                             | 501.000                                                      | 818.000                             | 8000                           |
| Michelwerke                                                               | 312.000                             | 529.000                                                      | 1.452.000                           | 5000                           |
| Julius Petschek                                                           | 1.406.000                           | 290.000                                                      | 2.133.000                           | 6000                           |
| Ignaz Petschek                                                            | 961.000                             | 145.000                                                      | 2.842.000                           | 10.000                         |
| AG Sächsische Werke (ASW)                                                 | 244.000                             | 181.000                                                      | 15.000                              | 0                              |
| Staatlicher Grubenbesitz                                                  | 2.009.000                           | 3.015.000                                                    | 1.005.000                           | 15000                          |
| Salzdetfurth AG                                                           | 672.000                             | 455.000                                                      | 0                                   | 0                              |
| Wintershall                                                               | 543.000                             | 125.000                                                      | 102.000                             | 0                              |

Der staatliche Grubenbesitz gehörte dem Reich, Preußen, Anhalt, Thüringen sowie Sachsen und bildete innerhalb des Syndikats keine Einheit. Zu den größten Staatsbetrieben im mitteldeutschen Revier zählten die EWAG, die Braunschweigischen Kohlen-Bergwerke, die Harbker Kohlenwerke (Harbke), die Leipziger Kohlenwerke AG (Kulkwitz), die Preußische Bergwerks- und Hütten AG (Preussag Tollwitz) und die Vereinigte Industrieunternehmen AG (VIAG Golpa).
Gemessen an der Fördermenge konnten die A. Riebeck’sche Montanwerke AG und die Gebrüder Petschek den größten Einfluss auf das mitteldeutsche Braunkohlen-Syndikat ausüben. Allerdings spielten für die Riebeck’schen Montanwerke, deren Produktionsschwerpunkt die Kohleveredlung (Carbochemie) darstellte, die Quoten für Rohkohle und Eigenbedarf eine größere Rolle als bei den Petscheks, deren Hauptanliegen hohe Quoten für die Brikettproduktion beziehungsweise Brikettverkaufsbeteiligung waren. In diesem Segment erlangten die Petschek ein Produktions- und Verkaufsmonopol.
So bauten die beiden verfeindeten Brüder nach Gründung der Weimarer Republik ihre Vormachtstellung durch den Erwerb weiterer Aktienpakete an Braunkohlenwerken weiter aus und gewannen bis zum Jahr 1932 einen erheblichen Einfluss auf das mitteldeutsche Braunkohlen-Syndikat. Bei ihren Übernahmen profitierten die Petscheks davon, dass sie gemäß der Washingtoner Erklärung im Jahr 1918 tschechoslowakische Staatsbürger geworden waren. Diese neu entstandene Republik erreichte in den Anfangsjahren einen Aufschwung, der in einem starken Kontrast zur Hyperinflation in Deutschland und in Österreich stand.
Zu der Inflation kamen die Verstaatlichungspläne der verschiedenen Reichsregierungen, weshalb viele Aktionäre es vor allem in den Anfangsjahren der Weimarer Republik als Risiko ansahen, ihre Bergbauaktien zu behalten, und ihre Anteile unter dem Marktwert an die Petscheks verkauften. Gegen Ende der 1920er Jahre kontrollierten die Gebrüder 50 Prozent der europäischen Kohlenerzeugung und 30 Prozent der deutschen Braunkohlenwerke. Östlich der Elbe schwankte ihr Anteil zwischen 66 und 70 Prozent. Als marktbeherrschend galten in Mitteldeutschland die Werschen-Weißenfelser Braunkohlen AG und die Anhaltischen Kohlenwerke. An beiden Gesellschaften besaß Julius Petschek die Aktienmehrheit.
Aufgrund ihrer Monopolstellung gelang es den Petscheks bis in die 1930er Jahre hinein, den Vertrieb der Kohle in Mitteldeutschland über das Syndikat zu verhindern. Der Absatz erfolgte über eigene Verkaufsstellen der beteiligten Unternehmer. Damit war das Mitteldeutsche Braunkohlen-Syndikat bis zum Jahr 1937 lediglich ein Preis- und Quotenkartell ohne Verkaufsfunktion. Im Jahr 1929 hielt eine Studie dazu fest: „In Mitteldeutschland ist die Zwangssyndizierung der Braunkohle nichts anderes als eine statistische Abteilung und Verwaltungsstelle, da die den mitteldeutschen Bergbau beherrschenden Unternehmen zu einer geschlossenen Absatzgestaltung noch nicht gelangen konnten“. Daran änderte sich bis zum Jahr 1937 nichts.
Mehrfach verlangten die Petscheks, die Förderquoten der von ihnen kontrollierten Brikettwerke zu verdoppeln. Zur Durchsetzung führten sie zahlreiche Prozesse gegen das Syndikat, teilweise durch mehrere Instanzen, und erreichten wiederholt die Liquidation des Kartells. Politisch standen die Petschek-Brüder der wirtschaftsliberalen Deutschen Demokratischen Partei (DDP) nahe, die bis zum Jahr 1932 als Koalitionspartei in fast allen Reichsregierungen vertreten war. Die DDP setzte sich stark für die Bildung von Kartellen ein, lehnte jedoch die staatliche Kontrolle der Kartelle ab. Mehrere führende Mitglieder dieser Partei erhielten in Unternehmen, bei welchen die Petscheks die Aktienmehrheit besaßen, hohe Aufsichtsrats- oder Direktorenposten. Dazu zählten unter anderem der sächsische Staatsminister Emil Nitzschke, die Politiker Heinz Pulvermann und Walter Albert Bauer sowie Eugen Schiffer, der erste Reichsfinanzminister der Weimarer Republik.
Folglich existierte während der Weimarer Zeit im gesamten mitteldeutschen Braunkohlebergbau kein freier Handel. Erst ab November 1931 ging der Gesetzgeber gezielt gegen die Absatz- und Handelspolitik der Petscheks vor. Das Reichswirtschaftsministerium verfügte am 31. Dezember 1931 die Auflösung des Syndikats und setzte geänderte Quotenregeln sowie verschiedene neue Kontrollinstanzen durch. Zwar blieb auch im neuen Syndikatsvertrag von 1932 der Vertrieb den Unternehmen überlassen, jedoch war nach dieser Reorganisation die Marktmacht der Petscheks im mitteldeutschen Braunkohlenrevier gebrochen.
Vollständig verloren die Petscheks ihren Einfluss auf das mitteldeutsche Braunkohlen-Syndikat im Zuge des von Juni bis Dezember 1932 andauernden Caro-Petschek-Prozesses. Offengelegt wurden skandalöse Geschäftspraktiken wie Unlauterer Wettbewerb, Steuerhinterziehung, Erpressung, Untreue, Bespitzelung von Anwälten, Bestechung von Reichstagsabgeordneten und Journalisten. Infolge der Enthüllungen debattierte der Sächsische Landtag tagelang, ob „das Kohlenwirtschaftsgesetz den Willkürlichkeiten der Petscheks Vorschub leiste“ und erließ Sanktionen gegen die Gebrüder.
Nach dem Tod von Julius Petschek (1932) verkauften seine Erben mehrere Aktienanteile an Bergwerksunternehmen insbesondere im Meuselwitz-Altenburger Braunkohlerevier an die DEA. Gleichfalls hatte Ignaz Petschek bereits in den 1920er Jahren komplette Aktienpakete an verschiedenen Braunkohlewerken in Sachsen an die DEA veräußert. Damit wurde die Deutsche Erdöl AG der größte Bergwerksbesitzer im sächsischen und thüringischen Förderraum.
In den anderen Gebieten des mitteldeutschen Braunkohlereviers gewann nach dem Machtverlust der Petscheks neben den Riebeck’schen Montanwerken zunehmend Friedrich Flick an Einfluss. Er besaß seit dem Jahr 1926 die Aktienmehrheit an Mittelstahl. Nach dem Erwerb der Anhaltischen Kohlenwerken sowie der Werschen-Weißenfelser Braunkohlen AG entfaltete sich die Friedrich Flick KG zu einem Megakonzern der deutschen Braunkohlenindustrie und gewann damit die dominierende Position im mitteldeutschen Braunkohlen-Syndikat.

## Entwicklung ab 1933
Die Machtübernahme der Nationalsozialisten führte zu erweiterten staatlichen Eingriffsmöglichkeiten, änderte aber nichts Grundsätzliches am Kartellsystem. Neben der bereits bestehenden Zwangssyndizierung in der Kohleindustrie, trat am 15. Juli 1933 das Gesetz über die Errichtung von Zwangskartellen in Kraft. Dieses Gesetz schuf die Möglichkeit, nun auch andere Branchen zwangsweise in Kartellen zusammenzuschließen, was in der Realität jedoch kaum erfolgte. Für das Kartellrecht bedeutsamer war der Erlass des Reichwirtschaftsministers vom 12. November 1936, der eine Reform des betrieblichen Rechnungswesens einleitete und die bereits im Jahr 1920 vom Reichsverband der Deutschen Industrie geschaffene Kartellstelle in die Kartellaufsicht einspannte.
Die Neuorganisation entsprach der Erkenntnis, dass zwischen Kosten, Preisen und Markt ein unzertrennlicher Zusammenhang besteht. Die Berücksichtigung dieses Zusammenhanges führte in der Wirtschaftspraxis und der staatlichen Aufsicht zu wesentlichen Fortschritten, die noch heute von Relevanz sind. Praktisch verloren jedoch die Syndikate in Deutschland mit der zunehmenden Aufrüstung ab dem Jahr 1936 an Bedeutung. Je besser die Auftragslage, die Beschäftigung und die Preise wurden, umso weniger Interesse fanden die Unternehmer an Kartellvereinbarungen.
Zudem übernahm im Zuge des Vierjahresplans ein Reichskommissar für die Preisbildung die „Sicherung volkswirtschaftlich gerechtfertigter Preise in der industriellen Produktion und im Handel“, der am 26. November 1936 reichsweit einen Preisstopp verfügte. Dies bedeutete die Einführung von Festpreisen, da mit dem Stopp jede Preisveränderung per Gesetz verboten war. Der Preisstopp stieß bei Unternehmern und Wirtschaftsexperten zunächst auf große Verständnislosigkeit, erwies sich aber später betriebswirtschaftlich und volkswirtschaftlich als Erfolg. Damit wurden Kartelle obsolet, blieben jedoch formell bestehen, obwohl ein großer Teil materiell abgestorben war.
Vor diesem Hintergrund trat am 28. Januar 1937 im mitteldeutschen Braunkohlenrevier ein neuer Syndikatsvertrag nunmehr in der Form eines reinen Verkaufskartells in Kraft. Das heißt, das Syndikat legte keinerlei Preise oder Förderquoten mehr fest. Der neue Gesellschaftsvertrag fixierte eine Laufzeit bis zum 31. März 1945 und schrieb die Vertretung durch zwei Geschäftsführer vor. Diese Positionen übernahmen Georg Wolff und August Zöllner. Zu der Neubildung veröffentlichte der Völkische Beobachter am 7. Februar 1937 folgendes:

„Entgegen anders lautender Meldungen stellt das Reichswirtschaftsministerium fest, dass das Mitteldeutsche Braunkohlen-Syndikat, der Weisung des Reichswirtschaftsministers entsprechend, in der Form eines reinen Verkaufssyndikats erneuert worden ist. Nach dem Vertrage ist das Syndikat berechtigt und verpflichtet, die ihm von den Bergwerken zur Verfügung zu stellenden Brennstoffe anzunehmen und im eigenen Namen für Rechnung der Werksbesitzer zu verkaufen.“

Den Absatz der Produkte zum Verbraucher realisierte das neue Syndikat nun über eigene Verkaufsstellen, denen die gesamte Erzeugung zum selbständigen Vertrieb zur Verfügung gestellt wurde. Die Verkaufsstellen waren an die Preis- und Lieferungsbedingungen des Syndikats gebunden, die mit dem Reichskommissar für die Preisbildung abgestimmt werden mussten. Insgesamt gab es 16 Verkaufshandelsgesellschaften, über die der Absatz der Produkte lief. Für die Regelung des Absatzes beziehungsweise der entsprechenden Absatzgebiete wurden mit anderen Kohlensyndikaten Grenzabkommen abgeschlossen. Das Mitteldeutsche Braunkohlen-Syndikat besaß für den Absatz der Produkte auch Außengebiete. Dazu gehörten die Küsten- und ausländische Gebiete sowie genau bezeichnete Regionen, die außerhalb der Linien der Grenzabkommen lagen. Für diese Außengebiete gab es eine besondere Verkaufsstelle des Syndikats, die Brikettverkauf Sonne GmbH.
Wie überflüssig Absatz- und Förderquoten geworden waren, verdeutlichte der enorme Anstieg der Abbauproduktion sowie der Aufschluss zahlreich neuer Tagebaue. So belief sich die deutsche Braunkohlenförderung im Jahr 1934 auf rund 138 Millionen Tonnen, im Jahr 1936 auf 160 Millionen und im Jahr 1938 auf 208 Millionen. An der Gesamtförderung war das mitteldeutsche Revier im Jahr 1938 mit etwa 45 %, das ostelbische mit 25 % und das rheinische mit 30 % beteiligt.
Zu dieser Produktionssteigerung zwangen die Autarkiebestrebungen der NS-Führung, bei denen das mitteldeutsche Braunkohlerevier eine wesentliche Rolle spielte. Insbesondere der von Beginn weg auf Autarkie ausgerichtete, großbetrieblich strukturierte Industriekomplex im Chemiedreieck Leuna-Buna-Bitterfeld war auf die Verwendung heimischer Braunkohle aufgebaut. Die Zunahme der Braunkohleförderung wurde damaligen Zeitungsmeldungen zufolge hauptsächlich auf die Treibstoffgewinnung zurückgeführt. Im Wirkungskreis des Mitteldeutschen Braunkohlen-Syndikats befanden sich reichsweit die meisten Treibstoffwerke, beispielsweise das Mineralölwerk Lützkendorf der Wintershall, drei Hydrierwerke der BRABAG und allen voran die Leunawerke der IG Farben, die ab Mitte der 1930er Jahre Millionen Tonnen von Braunkohle in synthetische Kraftstoffe umwandelten.
Mit Beginn des Zweiten Weltkriegs wurde die Braunkohlenförderung weiter gesteigert und erreichte im Jahr 1943 mit 287 Millionen Tonnen ihren Höhepunkt. Trotz der ab Februar 1944 erlangten alliierten Luftüberlegenheit und der damit verbundenen Tag- und Nacht-Bombenangriffe auf Deutschland, sank die Braunkohlenförderung im Jahr 1944 nur um 9 % auf 261 Millionen Tonnen. Zu diesem Zeitpunkt spielte das Mitteldeutsche Braunkohlen-Syndikat allerdings keine Rolle mehr, da die im Frühjahr 1941 gegründete Reichsvereinigung Kohle unverzüglich die Kontrolle von Distribution und Transport sowie Koordination und Durchführung aller staatlichen Maßnahmen in der Montanindustrie vollständig übernommen hatte.

## Auflösung
Ab dem Jahr 1939 führte die Mobilisierung und Umstellung der deutschen Volkswirtschaft auf totale Kriegsproduktion zu einer Reorganisation des Wirtschaftslenkungsapparats. Am 15. Dezember 1939 erfolgte die Berufung eines „Reichsbeauftragten für die Leistungssteigerung im Bergbau“ (ab 1940 „Reichbeauftragter für Kohle“ genannt), dessen Behörde die Ermittlung des Kohlenbedarfs, die Überwachung des Förderplans und die Verteilung der Brennstoffe oblag. Im Frühjahr 1941 wurden dem Reichsbeauftragten sämtliche Bergwerke, Kohlensyndikate und der Kohlenhandel unterstellt und unter Aufhebung der bisherigen Organisation am 21. April 1941 die Reichsvereinigung Kohle gebildet.
Dementsprechend erfolgte umgehend der Beschluss zur Abwicklung des Mitteldeutschen Braunkohlen-Syndikats. Entsprechend den üblichen Fristen, wurden ein Jahr später, am 10. Juli 1942, die Haftung der Geschäftsleitung und die Verbindlichkeiten der GmbH offiziell für aufgehoben erklärt. Mit den verbliebenen Geldmitteln des Syndikats erfolgte am gleichen Tag die Gründung der Mitteldeutschen Braunkohle GmbH, die als faktische Nachfolgegesellschaft den Vertrieb der Rohkohle und Briketts im mitteldeutschen Revier übernahm. Als Geschäftsführer fungierten Georg Wolff, Johannes Wohlfarth und Alfred Thomas.
Formal fand damit lediglich eine Umwandlung der Rechtsform statt. Die seit dem Jahr 1937 nur noch als Absatzorganisation bestehende Interessengemeinschaft verlor den Körperschaftsstatus, hatte aber als nunmehr rein privatwirtschaftlich geführte GmbH unverändert die Absatzlogistik der mitteldeutschen Bergwerke nach Vorgaben der Reichsvereinigung Kohle durchzuführen. Vollständig aufgelöst war das Kartell damit aber noch nicht. Da sich die mitteldeutschen Braunkohlen-Syndikate von 1932 und 1937 in Liquidation befanden, erfolgten für die Geschäftsjahre 1941/42 und 1942/1943 noch bis Ende 1944 Aufsichtsratswahlen sowie Gesellschafter- und Werksbesitzer-Versammlungen.
Am 29. Januar 1943 ordnete der Reichswirtschaftsminister die Aufhebung aller Kontingentierungskartelle an. Dem folgte am 20. Mai 1943 ein Erlass über die Kartellbereinigung, womit die ohnehin abgestorbenen und in der Bevölkerung unliebsamen Syndikate in groß angelegten Propagandaaktionen offiziell beerdigt wurden. Nach dem im Jahr 1936 eingeführten Kartellverzeichnis handelte es sich um rund 2500 Kartelle. Bis März 1944 erfolgte die Auflösung von etwa 90 % aller deutschen Kartelle.
Mit der bedingungslosen Kapitulation der Wehrmacht ging die völlige Beseitigung der deutschen Kartelle einher. Die Potsdamer Beschlüsse bestimmten, dass in „kürzester Frist die deutsche Wirtschaft zu dezentralisieren“ sei, mit dem Ziel der „Vernichtung der bestehenden übermäßigen Konzentration der Wirtschaftskraft, dargestellt insbesondere durch Kartelle, Syndikate, Trusts und andere Monopolvereinigungen“. Die endgültige Auflösung des Mitteldeutschen Braunkohlen-Syndikats erfolgte mit dem SMAD-Befehl Nr. 154 vom 20. Mai 1946. Er ordnete die Liquidation aller Kohlensyndikate und die Errichtung von Verkaufskontoren für feste Brennstoffe an ihrer Stelle an.

## Verwaltungsgebäude

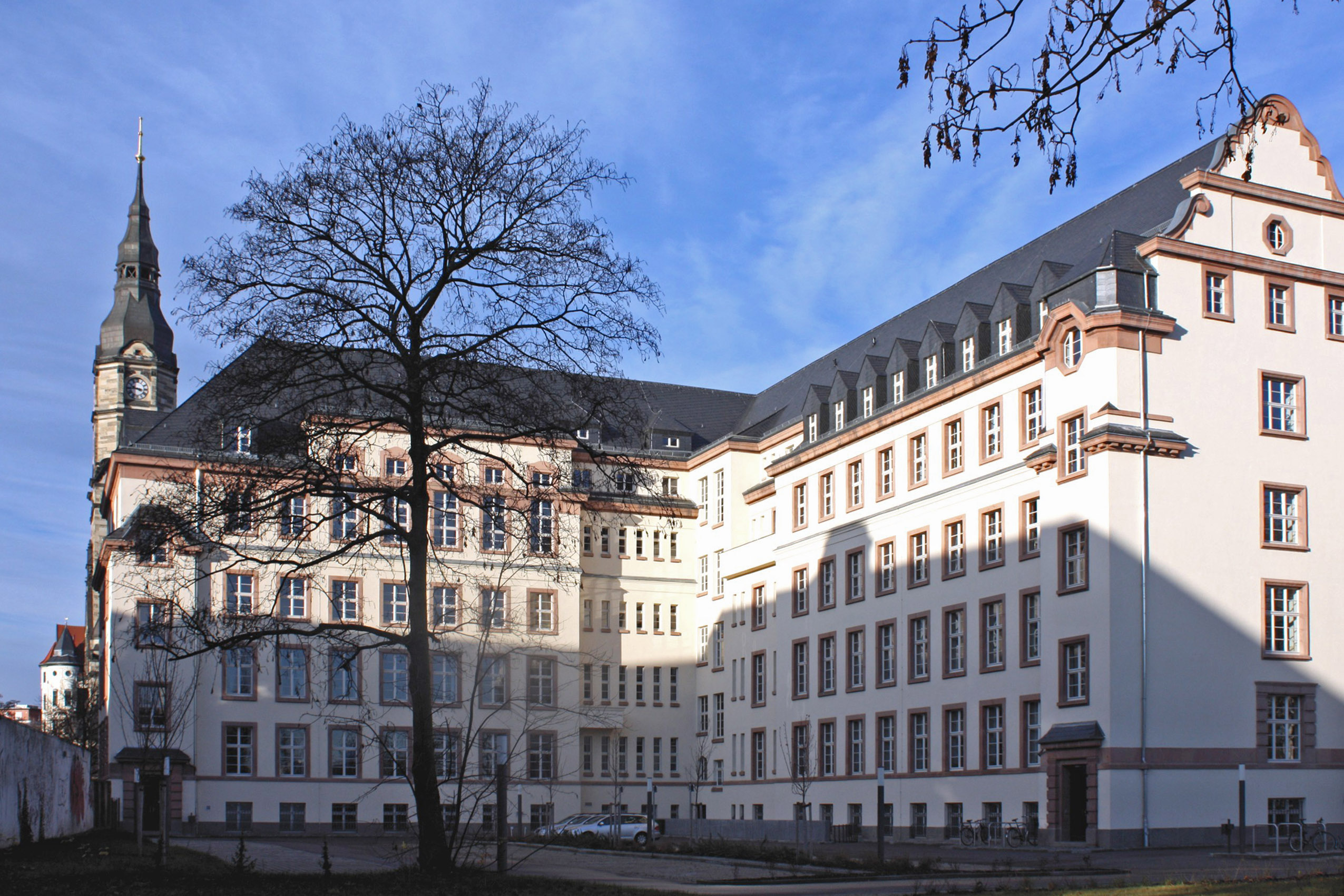
Rückseite des 1921/22 im Stil der Neorenaissance errichteten Verwaltungsgebäudes, das heute unter Denkmalschutz steht

Das Gebäude am Nordplatz 11 wurde von 1921 bis 1922 durch das Leipziger Architekturbüro Händel & Franke im Stil der Neorenaissance errichtet. Die Baufinanzierung und die Unterhaltung des Kartellsitzes erfolgte über Mitgliedsbeiträge aller beteiligten Gesellschaften des Syndikats.
Nach dem Zweiten Weltkrieg nutzte die sowjetische Kommandantur das Gebäude bis zum Jahr 1993 als Schule und Kaufhaus. Während dieser Zeit erfolgten einige Veränderungen am Haus selber und an einzelnen Bauteilen. Zum Beispiel funktionierte die Schulleitung den historischen Saal zu einer Sporthalle um. Nach dem Abzug der sowjetischen Truppen stand das Gebäude rund eineinhalb Jahrzehnte leer und war bis in das dritte Obergeschoss stark von Hausschwamm befallen.
Im Jahr 2007 begann die Sanierung, wofür der Freistaat Sachsen rund 7,4 Millionen Euro investierte. Während der zweijährigen Bauzeit wurde besonderer Wert auf eine originalgetreue Restaurierung gelegt. Das markante Eckgebäude steht heute einschließlich der Innenräume unter Denkmalschutz. Der Eingangsbereich ist durch einen Portikus aus Rochlitzer Porphyr akzentuiert. Aus dem gleichen Material bestehen die Rustika, die Fenstergewände und weitere Zierelemente des Gebäudes. Der L-förmige Bau wird über ein zentrales Foyer im Hochparterre erschlossen, in dem sich eine repräsentative Treppe sowie ein Aufzug original noch aus den 1920er Jahren befindet.
Im zweiten Obergeschoss befindet sich die rekonstruierte, großzügig geschnittene ehemalige Wohnung des Direktors des Mitteldeutschen Braunkohlen-Syndikats und die heute denkmalgeschützte Möblierung der Bibliothek. Ebenso konnten in verschiedenen Räumen die Wandvertäfelung und Wandmalerei sowie viele historische Details des großen Saals im dritten Obergeschoss wieder aufgearbeitet und instand gesetzt werden. In der landeseigenen Immobilie befindet sich heute das Finanzamt Leipzig II.